# Operadora Estatal de Aeropuertos
La Operadora Estatal de Aeropuertos fue la empresa que tuvo bajo su cargo la operación y el desarrollo de proyectos para el desarrollo del Aeropuerto Internacional de Puebla en Huejotzingo, Puebla, México.

## Información
La OEA estaba integrada por las siguientes partes:
- Gobierno del Estado de Puebla
- Operadora de Aeropuertos Internacionales
- Aeropuertos y Servicios Auxiliares

La Operadora Estatal de Aeropuertos S.A. de C.V. fue hecha como parte del Sistema Metropolitano de Aeropuertos (SMA) y es un esfuerzo conjunto de Gobierno e Iniciativa Privada para mejorar la infraestructura aeroportuaria que contribuya al desarrollo económico y social del Estado de Puebla y del Centro del país.
A finales de noviembre de 2011, el Gobierno del Estado de Puebla decide disolver a esta compañía por tener anomalías internas en su presupuesto, así que el aeropuerto que operaba pasó a manos de Aeropuertos y Servicios Auxiliares.

## Aeropuertos operados por OEA
| Aeropuertos operados por OEA PBC   |        |        |      |      |
| Aeropuerto                         | Ciudad | Estado | ICAO | IATA |
| Aeropuerto Internacional de Puebla | Puebla | Puebla | MMPB | PBC  |